# عددان أوليان فيما بينهما
في نظرية الأعداد، يكون عددان صحيحان أوليين فيما بينهما (بالإنجليزية: Coprime integers) عندما يكون القاسم المشترك الأكبر بينهما والذي يمكن إيجاده باستعمال خوارزمية اقليدس، مساويا للعدد 1. كما هو الشأن على سبيل المثال لا الحصر مع العددين 15 و32.

## خصائص

العددان 4 و9 أوليان فيما بينهما. إذن قطر الشبكة المكونة من 4 * 9 نقطة لا يمر بأي نقطة من نقط الشبكة

متطابقة بيزو
العددان الصحيحان a وb أوليان فيما بينهما إذا وفقط إذا وجد عددان صحيحان x وy بحيث {\displaystyle ax+by=1}.
توطئة غاوس
إذا كان a وb أوليين فيما بينهما وa يقسم الجذاء bc، فإن a يقسم c.

## الاحتمالات
ليكن a وb عددين صحيحين اُختيرا بصفة عشوائية. من الطبيعي أن يطرح المرء السؤال ما احتمال أن يكون هذان العددان أوليين فيما بينهما ؟
احتمال أن يكون عدد ما قابلا للقسمة على عدد ما {\displaystyle p}، هو {\displaystyle 1/p}. على سبيل المثال، خلال النظر إلى الأعداد الطبيعية الواحد تلو الآخر، يلاحظ أن كل سابع عدد قابلٌ للقسمة على 7. إذن، احتمال أن يكون عدد ما قابل للقسة على 7 هو 1/7. وبالتالي، احتمال أن يكون عددان قابلين للقسمة على عدد {\displaystyle p}، هما معا، هو {\displaystyle 1/p^{2}}، واحتمال أن أحدهما أو كلاهما، غير قابل للقسمة على {\displaystyle p} هو {\displaystyle 1-1/p^{2}}.
انظر إلى المبرهنة الأساسية في الحسابيات.
{\displaystyle \prod _{p}^{\infty }\left(1-{\frac {1}{p^{2}}}\right)=\left(\prod _{p}^{\infty }{\frac {1}{1-p^{-2}}}\right)^{-1}={\frac {1}{\zeta (2)}}={\frac {6}{\pi ^{2}}}\approx 0.607927102\approx 61\%.}
حيث تشير ζ إلى دالة زيتا لريمان.

## توليد جميع أزواج الأعداد الأولية فيما بينها

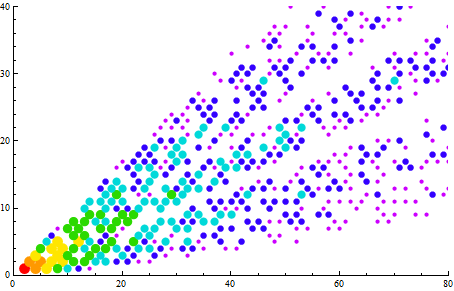
ترتيب توليد أزواج الأعداد الأولية فيما بينها بواسطة هاته الخوارزمية. الزوج الأول (2,1) بُين باللون الأحمر، أبناؤه الثلاث بُينوا باللون البرتقالي، الجيل الثالث بُين باللون الأصفر، وهكذا في ترتيب ألوان قوس قزح.

الفرع الأول: {\displaystyle (2m-n,m)} 

الفرع الثاني: {\displaystyle (2m+n,m)} 

الفرع الثالث: {\displaystyle (m+2n,n)} 